# Justiça do Trabalho
Justiça do Trabalho é o ramo do poder judiciário que lida com matérias relativas ao trabalho e suas relações. Há tribunais em diversos países, que julgam conflitos nas relações de trabalho, sejam eles individuais ou coletivos tais como na Alemanha, Brasil, França e Espanha, cada um com suas peculiaridades. Na França, por exemplo, os conseil de prud'hommes são juízes leigos que decidem controvérsias envolvendo dissídios individuais, metade representando os empregadores e metade os empregados.
Com o advento da Revolução Industrial e o não envolvimento do Estado nas relações de trabalho, houve diversos conflitos envolvendo estas relações. Vendo que com as paralisações arrecadavam menos impostos e que geravam conflitos sociais, o Estado começou a se envolver através da obrigação de mediação dos conflitos, envio de conciliadores e de árbitros para julgar as controvérsias, nos quais se originaram a Justiça do Trabalho.

## História
Inicialmente, o trabalho era visto como uma atribuição dos escravos e servos. No entanto, a Revolução Industrial fez com que novas relações de trabalho surgissem, através da utilização de máquinas na produção. Dessa forma, com o aumento da mão de obra disponível, houve uma diminuição do salário dos trabalhadores, o que fez surgir os conflitos trabalhistas, especialmente coletivos. As greves eram a forma de resolução de conflitos trabalhistas e uma forma de autodefesa dos obreiros, visto que o Estado não se envolvia nas relações de trabalho. No entanto, com o passar do tempo, verificando que com a paralisação dos trabalhadores arrecadava menos impostos, começou a verificar a necessidade de intervenção dos conflitos trabalhistas. Além disso, considerava-se que as controvérsias trabalhistas geravam conturbações sociais.
Num primeiro momento, o Estado obrigava a conciliação entre as partes, ordenando-as que chegassem a um acordo sobre a volta ao trabalho. No entanto, não chegou a produzir os efeitos desejados de pacificar as relações entre empregado e empregador, o que fez com que Estado designasse um representante para participar das negociações como mediador. Com o passar do tempo, o Estado passa a designar um árbitro para julgar as controvérsias trabalhistas.
Os primeiros registros de tentativas de resolução de problemas relacionados às relações de trabalho estão nos Conseils de Proud' Hommes — literalmente, conselhos de homens prudentes —, da época napoleônica (1806). O sucesso alcançado por este Conselho estimulou outros países europeus a seguir o exemplo francês, instituindo organismos independentes do Poder Judiciário, cuja finalidade era de apreciar causas trabalhistas, basicamente pela via da conciliação entre as partes.
Normas legais de proteção ao trabalhador começaram a se estabelecer com a Constituição mexicana de 1917, que dedicou 30 artigos aos direitos sociais e do trabalhador. Estas normas constaram também do Tratado de Versalhes, de 1919, do qual se originou a Organização Internacional do Trabalho (OIT), como órgão da antiga Liga das Nações. O Tratado de Versalhes, em seu artigo 427, não admite que o trabalho seja tratado como mercadoria, assegurando jornada de 8 horas, igualdade de salário, repouso semanal, salário mínimo, dispensa tratamento especial ao trabalho feminino e do menor de idade, além de dispor sobre direito sindical. A Constituição alemã de Weimar, de 1919, modelo clássico de organização de um Estado social-democrata, também procurou garantir direitos básicos ao trabalhador, iniciando a constitucionalização do Direito do Trabalho.

## Justiça do Trabalho por país

### Alemanha
Os conflitos trabalhistas são resolvidos pelos Tribunais do Trabalho (Arbeitsgerichte), de natureza distrital, os Tribunais Regionais do Trabalho (Landesarbeitsgerichte) o Tribunal Federal do Trabalho (Bundesarbeitsgerichte) e o Tribunal Constitucional Federal. Os dois primeiros tribunais pertencem aos Länder, sendo que o penúltimo pertence à União (Bund). Salvo o Superior Tribunal Constitucional, o restante dos tribunais são órgãos colegiados, integrados por juízes de carreira, com a assessoria de membros classistas, selecionados entre empregadores e empregados.
No primeiro grau de jurisdição, encontram-se as câmaras, formadas por um presidente e dois juízes classistas, sendo um de empregado e outro de empregador. Nos dissídios coletivos, atuam o presidente da câmara e mais quatro juízes classistas. Os órgãos de primeiro grau julgam tanto causas individuais quanto coletivas. Já os tribunais regionais  são divididos em câmaras, nos quais atuam dois juízes classistas, sendo em todo o tribunal dez juízes togados e 160 juízes classistas, que vão fazendo um rodízio entre si, de dois em dois. Já o Tribunal Federal do Trabalho tem âmbito constitucional, sendo integrado pelo presidente, pelos presidentes das turmas e pelos juízes classistas.
A justiça do trabalho alemã tem competência para atuar em dissídios individuais e coletivos.

### Bélgica
Em primeira instância, os Tribunais do Trabalho julgam em primeira instância questões relativas a conflitos entre empregados e empregadores e disputas referentes a seguridade social. Há um tribunal em cada distrito. As decisões proferidas por este tribunal podem ser modificadas pela Corte do Trabalho, um tribunal recursal referente a questões trabalhistas, tendo cinco delas pelo país, localizados em Antuérpia, Bruxelas, Gante, Liège e Mons.

### Brasil

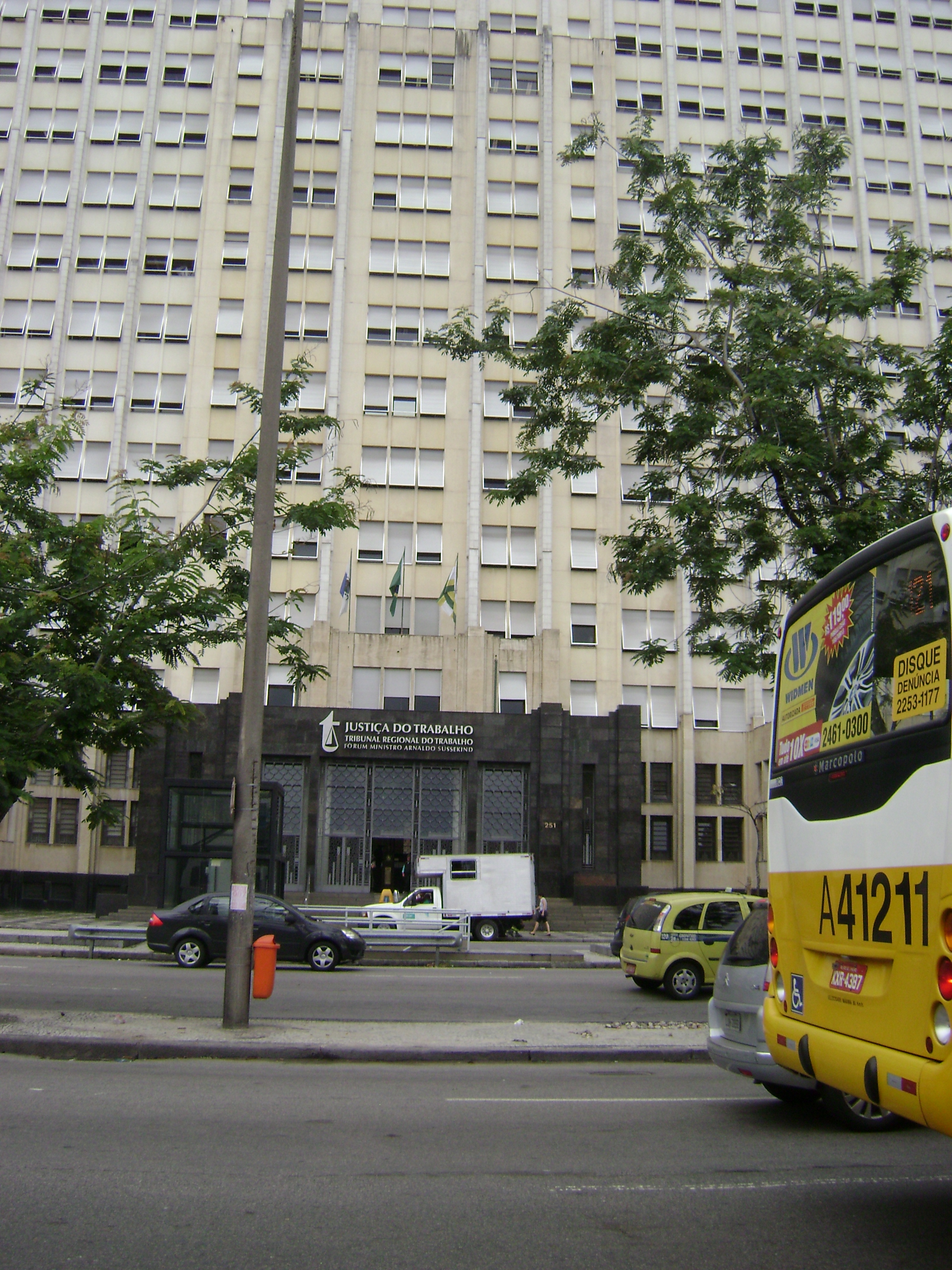
Prédio da Justiça do Trabalho no Rio de Janeiro.

A Justiça do Trabalho está inserida no Poder Judiciário desde a Constituição de 1946. No Brasil, tem sua prestação jurisdicional realizada por 24 Tribunais Regionais do Trabalho (TRT) distribuídos pelo território nacional e o Tribunal Superior do Trabalho (TST) é sua instância máxima. Na primeira instância, Juízes do Trabalho equivalem a órgãos judiciais e titularizam Varas do Trabalho tais quais instâncias administrativas.
A primeira legislação a tratar de direito do trabalho no Brasil remonta a 1830, quando foi regulado o contrato sob prestação de serviços dirigida a brasileiros e estrangeiros. Em 1837 foi criada uma normativa sobre contratos de prestação de serviços entre colonos, dispondo sobre justa causa. Em 1850 o Código comercial do Brasil contém preceitos alusivos ao aviso prévio. O surgimento da legislação trabalhista e da Justiça do Trabalho no Brasil sofreu influência dos princípios de proteção ao trabalhador, defendidos pelo Papa Leão XIII em sua encíclica Rerum Novarum, de 1891. Também foi influenciada pela importante conferência a respeito do Direito do Trabalho realizada em Berlim, em 1890. As primeiras normas de proteção ao trabalhador datam da última década do século XIX, como é o caso do Decreto n.º 1 313, de 1891, que regulamentou o trabalho dos menores de 12 a 18 anos. Em 1903, lei que tratou sobre a sindicalização dos profissionais da agricultura e em 1907, foi instituída uma lei que tratou da sindicalização dos trabalhadores urbanos. Em 1916 o Código Civil regulamentou a prestação de serviços de trabalhadores. Em 1917, foi criado o Departamento Nacional do Trabalho (DNT) como órgão fiscalizador e informativo. Em 1930 foi criado o Ministério do Trabalho.

### Espanha
A Justiça do Trabalho espanhola é organizada pela Lei de Procedimento Laboral de 1966 e o Texto Articulado do Regime Geral da Segurança Social, de 1973. Há órgãos administrativos, tais como as Juntas de Conciliação Sindical, pelo qual é obrigatória a passagem antes de ingressar com uma ação judicial. Nesses órgãos, é tentada a conciliação. Em 1979, houve a criação do Instituto de Mediação, Arbitragem e Conciliação, no qual a conciliação do conflito é tentada antes de se ingressar com um processo.
Na primeira instância, os processos são apreciados pela magistratura do trabalho, salvo onde os tribunais trabalhistas não existam, sendo julgados nesse caso pelos juízes municipais. O Tribunal Central do Trabalho é o órgão de segunda instância. A Justiça do Trabalho espanhola julga dissídios individuais e coletivos, no entanto, os dissídios coletivos só são remetidas ao Judiciário quando o Poder Executivo assim entender.

### França
Na França, os Tribunais do Trabalho ou tribunais de emprego (em francês: conseil de prud'hommes) resolvem litígios individuais decorrentes de um contrato de trabalho. O litígio é resolvido por um acórdão somente se a conciliação não puder ser alcançada pelo Tribunal. Os juízes não são togados: São eleitos por seus pares, com um número par de juízes. Metade de seus membros representam os empregadores, e metade representam os empregados. Os tribunais trabalhistas foram criados no início do século XIX.
Os conselhos podem ser instituídas em cada município, com subseções em indústria, comércio, agricultura, além de outras, determinadas pela atividade principal do empregador. São renovados a cada três anos na sua metade e os conselheiros devem ter a idade mínima de 25 anos, ser alfabetizado e ter seis anos no exercício da profissão.
A finalidade do Conselho é julgar dissídios individuais que tiverem por causa a interpretação ou o cumprimento do contrato de trabalho. No entanto, o conselho não tem poderes para executar seus julgados. A maior crítica que é feita ao sistema francês são a eventual ignorância jurídica dos conselheiros e a parcialidade de seus julgados.
Nos dissídios coletivos, no entanto, a competência para julgá-los são de processos de conciliação e arbitragem. A conciliação deve ser tetada obrigatoriamente, porém a arbitragem é facultativa e feita por um terceiro que é livremente indicado pelas partes. A conciliação é feita em comissão paritária ou perante autoridade pública, o inspetor de divisão do trabalho, em nível regional, ou o ministro, em nível nacional. Da sentença arbitral, cabe recurso ao Conselho Superior de Arbitragem, composta de cinco magistrados administrativos e quatro magistrados judiciais.